# Лобановские Выселки
Лоба́новские Вы́селки — село Виленского сельского поселения Михайловского района Рязанской области России.
Расположено в 8 километрах на север от города Михайлова.

## Население
| 1859 | 1897  | 1906  | 1929  | 2007 | 2010 |
| ---- | ----- | ----- | ----- | ---- | ---- |
| 315  | ↗1106 | ↗1282 | ↗1691 | ↘25  | ↗38  |

## Этимология
- Название село получило по Лобановскому урочищу, которое, вероятно, названо по фамилии землевладельца князя Лобанова[6].
- Существует старинная легенде, согласно которой село основано слугой императора Петра I Лобановским, который отказался выполнять приказы царя. За это Пётр I приказал выслать мятежного царедворца вместе со своей семьей в Рязанскую область на поселение. Лобановский обосновался в глухой местности, где впоследствии появилось селение, названное его именем.

## История
Лобановские Выселки образовали бывшие казаки — пашенные солдаты Козловской слободы (или Лещенской слободы) г. Михайлова, переселившиеся примерно в 1780—1785 годы.
Первоначально своей церкви и прихода в селе не было и до 1836 года оно входило в состав прихода села Виленки.
В селе находилась церковно-приходская школа.
До 1924 года село входило в состав Виленской волости Михайловского уезда Рязанской губернии.

## Церковь Покрова Богородицы
В 1866 году по указу св. Синода в Лобановских Выселках началось строительство приходской церкви.
В 1869 году была готова уже трапезная, а в 1874 году завершилось построение всей церкви вместе с колокольней.
Построение церкви обошлось около 40 тысяч руб.
Храм имел форму креста с алтарным полукружием, в 1877 году стены его расписаны живописью, над престолом устроена полотняная сень.
Приделы тоже расписаны живописью.
Колокольня соединена с трапезой.
В советские времена храм был закрыт.
Имущество разграблено и уничтожено, сам храм подвергся разорению.
Состав прихода
- Лобановские Выселки
- Рождественские Выселки (после 1867).

По данным 1891 года число прихожан составляло 1306 человек.
Прихожане зимой занимались извозом, а летом отправлялись на торфяные работы в Московскую и Владимирскую губернии.
Женщины занимались плетением кружев.
Среди праздников прихожане чтили дни памяти св. Георгия Победоносца, Иоанна Богослова, Николая Чудотворца, преподобного Сергия, святого апостола Андроника, Бориса и Глеба, мучеников Флора и Лавра и дни Иверской иконы Божьей Матери и Казанской иконы Божьей Матери.
Престол
- основной - Покрова Богородицы (1874)
- придел — пророка Илии (1869)

Штат
- священник
- причетник

Содержание
- доходы от треб
- сбор овса на Пасху
- сбор ржи по мере с одного двора осенью
- сбор печного хлеба в праздники

За церковью числилось земли — усадебной и пахотной 33 десятины.
Луговой и лесной земли церковь не имела.
Священник и церковнослужители проживали в собственных деревянных домах на церковной земле.
Ценности и документы
- Церковь не отличалась особым богатством
- церковная библиотека располагала небольшим количеством книг
- книги для записи прихода и расхода по постройке церкви
- метрические и обыскные книги — с 1867 года
- исповедные книги — с 1868 года
- приходорасходные книги — с 1877 года

## Интересные факты
- Крёстный ход по селу и вокруг полей совершался 17 мая. Он сопровождались молебнами Спасителю, Покрову Пресвятой Богородицы, пророку Илии св. Николаю Чудотворцу, апостолу Иоанну Богослову.